# Andra Day
Andra Day (eredeti nevén Cassandra Monique Batie) (Edmonds, Washington, 1984. december 30. –) Grammy- és Golden Globe-díjas amerikai énekesnő, zeneszerző és színésznő. Zenéje a soul, a jazz, a blues és az R&B stílus jegyeit hordozza magában. 2015-ben debütáló albumával két Grammy-díjra jelölték. 2021-ben Billie Holiday alakításáért elnyerte a legjobb női főszereplőnek járó Golden Globe-díjat.

## Élete
Day 1984-ben született Washington államban Cassandra Monique Batie néven. Háromévesen családjával Dél-Kaliforniába költöztek, és San Diegóban cseperedett fel. Fiatalon kezdett el énekelni a First United Methodist Templomban, ötévesen táncórákra is járt. A Valencia Park Általános Iskolába járt, ami a művészetek irányába terelte. Megismerkedett Ella Fitzgerald, Billie Holiday és Dinah Washington énekesnők stílusával, akik nagy hatással voltak rá a későbbiekben. 2003-ban végzett a San Diegó-i Művészeti Iskolában. 
A középiskola után több állást is elvállalt, köztük a gyerekeket is szórakoztatta. 2010-ben került Stevie Wonder ismeretségi körébe, mikor felesége észrevette Dayt egy bevásárlóközpontban. Habár a kapcsolatból csak egy évvel később formálódott együttműködés, összekötötte a zenei producerrel, Adrian Gurvitzcal. 2011-ben a Buskin Records szerződtette, akinek alapítója, Jeffrey Evans, később menedzserelte Andra Dayt. Day a YouTube csatornájára töltötte fel a felvételeit, a dalok között volt Jessie J "Mamma Knows Best"-je, Eminem "Lose Yourself"-je és a Muse "Uprising" című dala. Népszerű mixe volt a The Notorious B.I.G "Big Poppa" és Marvin Gaye "Let's Get It On", valamint az Amy Winehouse "He Can Only Hold Her" és Lauryn Hill "Doo Wop (That Thing)". Day népszerűségével elérte, hogy a Warner Bros. lemezre szerződtesse. 
Gurvitz és Day együttdolgoztak közel negyven saját eredeti dalon is, első albumán közreműködött Raphael Saadiq, Questlove, James Poyser, DJ Jazzy Jeff és The Dap-Kings. Day 2014-ben fellépett a Sundance Filmfesztiválon, ahol megismerkedett Spike Leevel is. 2015-ben debütált első stúdióalbumával, a Cheers To The Fall-lal a kritikusok pozitív elismerésére. Az albumot jelöltek két Grammy-díjra a legjobb R&B album kategóriában, a "Rise Up" című szám pedig a legjobb R&B produkcióért versengett. 
2016-ban indult első turnéjára az Egyesült Államokban. 2017-ben a rapper Commonnal vették fel a Marshall című film betétdalát, a "Stand Up for Something"-et, amit Oscar-díjra is jelöltek 2018-ban. Day színészi karrierjét 2017-ben kezdte a Verdák 3.-ban, ahol hangját kölcsönözte egy karakternek. Ezután apró énekes szerepe volt a Marshall című filmben.
2021-ben jelent meg első filme, amiben főszerepet kapott. A The United States vs. Billie Holiday elhozta neki a Golden Globe-díjat, de versenyzett az Oscarért is, amit végül Frances McDormand vitt haza. Következő produkciója egy zenés televíziós minisorozat, a We the People.

## Diszkográfia

### Albumok
- 2015: Cheers To The Fall
- 2015: Apple Music Festival: London 2015
- 2021: The United States Vs. Billie Holiday: Music From The Motion Picture

### Kislemezek
- 2015: Mississippi Goddam
- 2015: The Light That Never Fails
- 2015: Cheers To The Fall
- 2015: Someday At Christmas Stevie Wonderrel
- 2016: Live!
- 2016: Merry Christmas From Andra Day
- 2016: Rise Up MSTR ROGERS remix
- 2016: Merry Christmas from Andra Day
- 2016: Lang Lang, Andra Day - Empire State of Mind
- 2017: Hard Love NEEDTOBREATHE-szel
- 2020: Pearl Cadillac Gary Clark Jr.-ral

### Egyéb
- 2017: Stand Up For Something Commonnal

## Filmográfia

### Filmek
| Év   | Magyar cím                        | Eredeti cím                          | Szerep              | Magyar hangja   |
| ---- | --------------------------------- | ------------------------------------ | ------------------- | --------------- |
| 2017 | Verdák 3.                         | Cars 3                               | Cukorfalat (hangja) | Nádasi Veronika |
| 2017 | Marshall – Állj ki az igazságért! | Marshall                             | Minton énekese      |                 |
| 2021 |                                   | The United States vs. Billie Holiday | Billie Holiday      |                 |
| 2024 | Szabadíts meg a gonosztól         | The Deliverance                      | Ebony Jackson       | Nádasi Veronika |
| 2024 |                                   | Exhibiting Forgiveness               | Aisha               |                 |

### Televíziós sorozatok
| Év   | Cím           | Szerep                     |
| ---- | ------------- | -------------------------- |
| 2021 | We the People | (hang) utómunkálatok alatt |

## Fontosabb díjak és jelölések
| Cím                                               | Díj                                                                                                  | Eredmény          |
| Film és televízió                                 | Film és televízió                                                                                    | Film és televízió |
| ------------------------------------------------- | --- | ----------------- |
| The View                                          | Daytime Emmy-díj a legjobb zenés előadásnak nappali műsorban (megosztva Commonnal)                   | Jelölve           |
| The United States vs. Billie Holiday              | Golden Globe-díj a legjobb női főszereplőnek – filmdráma                                             | Elnyerte          |
| The United States vs. Billie Holiday              | Golden Globe-díj a legjobb eredeti filmbetétdalnak (megosztva Raphael Saadiqkal)                     | Jelölve           |
| The United States vs. Billie Holiday              | Oscar-díj a legjobb női főszereplőnek                                                                | Jelölve           |
| Zene                                              | |                   |
| Cheers to the Fall                                | Grammy-díj a legjobb R&B albumnak                                                                    | Jelölve           |
| Rise Up                                           | Grammy-díj a legjobb R&B produkciónak                                                                | Jelölve           |
| Stand Up for Something a "Marshall" c. filmből    | Grammy-díj a legjobb zenének szerezve vizuális médiára (megosztva Commonnal és Diane Warrennel)      | Jelölve           |
| "The United States vs. Billie Holiday" c. filmért | Grammy-díj a legjobb zenének szerezve vizuális médiára (megosztva Salaam Remi és Lynn Fainchteinnel) | Elnyerte          |